# Kaj-Erik Gustafsson
Kaj-Erik Albert Gustafsson, född 24 november 1942 i Lovisa, är en finländsk organist och kompositör. Han är far till Jan-Erik Gustafsson. 
Gustafsson studerade orgelspel vid Sibelius-Akademin för Enzio Forsblom (diplom 1968) och kördirigering för Harald Andersén. Han var organist vid Södra svenska församlingen i Helsingfors 1970–1995 och blev lektor vid Sibelius-Akademin 1973. Han har lett flera körer, bland andra Chorus Sanctæ Ceciliæ 1967–1975 och Radions kammarkör 1983–1984. Han var förbundsdirigent i Finlands svenska kyrkosångsförbund 1970–1975 och i Finlands svenska manssångarförbund 1972–1978. 
Som komponist har Gustafsson framträtt med orgelverk och en lång rad verk för kör, även större verk som oratoriet Tomas 1984 och kyrkospelet Jona 1988 (omarbetat 2002). Hans stil har betecknats som arkaiserande med bitonala inslag. Han har publicerat en lärobok i orgelimprovisation, Cantus firmus (tillsammans med Pentti Soinne), samt deltagit i koralboksarbetet. Han tilldelades titeln director musices 1984.